# Jaroslav Šámal
Jaroslav Šámal (* 18. dubna 1922 Mladá Boleslav – 27. května 2011 Mladá Boleslav) byl aktivní účastník protinacistického odboje a reprezentant Československa ve sportovní střelbě. Dne 18. dubna 2002 mu bylo uděleno čestné občanství Mladé Boleslavi a dne 28. září 2008 obdržel medaili Středočeského kraje.